# Bohatka, Troițke
Bohatka (în ucraineană Богатька) este localitatea de reședință a comunei Bohatka din raionul Troițke, regiunea Luhansk, Ucraina.

## Demografie
Componența lingvistică a localității Bohatka
     Ucraineană (92,36%)
     Rusă (6,7%)
     Alte limbi (0,19%)
Conform recensământului din 2001, majoritatea populației localității Bohatka era vorbitoare de ucraineană (92,36%), existând în minoritate și vorbitori de rusă (6,7%).